# Мария Бургундска (1386 – 1422)
Вижте пояснителната страница за други личности с името Мария.
Вижте пояснителната страница за други личности с името Мария Бургундска.
Мария Бургундска (на френски: Marie de Bourgogne; * септември 1386, Дижон, Франция; † 3 октомври 1422 или 1428, Франция) е принцеса от Бургундия и чрез женитба графиня на Савоя и от 1416 г. херцогиня на Савоя.

## Произход и брак
Тя е малката дъщеря на херцог Филип II Смели от Бургундия (1342 – 1404) и съпругата му Маргарита III Фландърска (1350 – 1405). По-малка сестра е на херцог Жан Безстрашни.
Мария се омъжва на 27 октомври 1401 в Арас за граф Амадей VIII (1383 – 1451) от Савойската династия, от 1416 г. херцог на Савоя и по-късно като Феликс V, последният католически антипапа (1439 – 1449).

## Деца
Мария и Амадей VIII имат децата:
- Антонио (*/† 1407)
- Антонио (*/† 1408)
- Амадей (* 1412, † 1431), принц на Пиемонт
- Лудвиг I Стари (* 1413, † 1465), херцог на Савоя, принц на Пиемонт, граф на Аоста и Мориен
- Филип (* 1417, † 1444), граф на Женева
- Маргарита (* 1405, † 1418)
- Мария Савойска (* 1411, † 1469), ∞ 1427 Филипо Мария Висконти, херцог на Милано
- Бона (* 1415; † 1430)
- Маргарита (* 1420, † 1479), титулярна кралица на Сицилия

1. ∞ 1432 херцог Луи III Валоа Анжуйски
2. ∞ 1444 курфюрст Лудвиг IV от Пфалц
3. ∞ 1453 граф Улрих V от Вюртемберг

- някои от децата с костюми и гербове
- Филип Савойски
- Мария Савойска, херцогиня на Милано